# Manolo Quezon
Manuel Luis Casas Quezon (30 de mayo de 1970), más conocido como Manolo Quezon, es un politólogo, escritor y presentador filipino.

## Carrera
Es columnista para el Philippine Daily Inquirer y presentador del programa The Explainer en la ABS-CBN News Channel. En 2003 fue nombrado como ayudante presidencial de asuntos históricos. Fue conservador de historia del Museo Ayala de 2004 a 2005. Enseña periodismo en el Colegio de San Juan de Letrán en Manila.
Sirvió como subsecretario del grupo presidencial de comunicaciones de 2010 a 2016, durante el término de Benigno S. C. Aquino. Ha sido criticado por sus aparentes apologías en defensa de las políticas de la primera y segunda revolución amarilla en que a veces atacan simultáneamente las de otras administraciones.

## Personal
Es el nieto de Manuel Luis Quezon y Aurora Antonia Aragón.